# Sèrie de Leibniz
En matemàtiques, la fórmula de Leibniz per calcular π, anomenada així en honor de Gottfried Leibniz, estipula que:
{\displaystyle 1\,-\,{\frac {1}{3}}\,+\,{\frac {1}{5}}\,-\,{\frac {1}{7}}\,+\,{\frac {1}{9}}\,-\,\cdots \;=\;{\frac {\pi }{4}}.\!}
L'expressió anterior és una sèrie infinita alternada denominada sèrie de Leibniz, que convergeix a {\displaystyle \pi /4}. També es coneix com a sèrie de Gregory-Leibniz per reconèixer el treball de James Gregory, contemporani de Leibniz. Utilitzant el símbol de sumatòria, la sèrie es pot expressar com:
{\displaystyle \sum _{n=0}^{\infty }\,{\frac {(-1)^{n}}{2n+1}}\;=\;{\frac {\pi }{4}}.\!}
De fet, aquesta sèrie és el cas especial {\displaystyle x=1} d'una expansió més general de la sèrie per la funció tangent inversa,
{\displaystyle \arctan(x)=x-{\frac {x^{3}}{3}}+{\frac {x^{5}}{5}}-{\frac {x^{7}}{7}}+\cdots }
que va ser descoberta al segle xv per Madhava de Sangamagrama, un matemàtic indi i fundador de l'escola d'astronomia i matemàtiques de Kerala, uns tres-cents anys abans que Leibniz publiqués la seva sèrie específica. En reconeixement del seu treball, també es coneix aquesta fórmula com la sèrie de Madhava-Leibniz.

## Demostració
Es considera la sèrie geomètrica infinita per {\displaystyle |x|<1}: 
{\displaystyle {\frac {1}{1+x^{2}}}=1\,-\,x^{2}\,+\,x^{4}\,-\,x^{6}\,+\,x^{8}\,-\,\cdots }
Integrant els dos membres de la igualtat, s'obté la sèrie de potències per l'arctangent, és a dir, la fórmula de Madhava comentada prèviament. La fórmula de Leibniz correspon a aquesta sèrie assignant el valor {\displaystyle x=1}, ja que l'arctangent de 1 és {\displaystyle \pi /4}. Ara bé, el problema d'aquest raonament és que 1 no es troba dins del radi de convergència d'aquesta sèrie de potències, per tant cal un argument més sòlid per demostrar que la igualtat es compleix. Una opció és mostrar la convergència de la sèrie mitjançant el criteri de Leibniz per després aplicar el teorema d'Abel-Ruffini per demostrar que realment convergeix a l'arctangent de 1. Alternativament, també es pot utilitzar un argument elemental.

### Argument elemental
S'aplica la següent descomposició a la sèrie geomètrica anterior:
{\displaystyle {\frac {1}{1+x^{2}}}\;=\;1\,-\,x^{2}\,+\,x^{4}\,-\,\cdots \,+\,(-1)^{n}x^{2n}\;+\;{\frac {(-1)^{n+1}\,x^{2n+2}}{1+x^{2}}}.\!}
Per {\displaystyle |x|<1}, la fracció de la dreta és la suma dels termes restants de la sèrie geomètrica. Tot i això, l'equació no utilitza sèries infinites, i es compleix per qualsevol valor real de x. Integrant els dos membres de 0 a 1, s'obté:
{\displaystyle {\frac {\pi }{4}}\;=\;1\,-\,{\frac {1}{3}}\,+\,{\frac {1}{5}}\,-\,\cdots \,+{\frac {(-1)^{n}}{2n+1}}\;+\;(-1)^{n+1}\!\!\int _{0}^{1}{\frac {x^{2n+2}}{1+x^{2}}}\,dx.\!}
A mesura que {\displaystyle n\rightarrow \infty \!\,}, la suma dels termes de l'equació excepte l'integral tendeix a la sèrie de Leibniz, i l'integral tendeix a 0:
{\displaystyle 0\;\leq \;\int _{0}^{1}{\frac {x^{2n+2}}{1+x^{2}}}\,dx\;\leq \;\int _{0}^{1}x^{2n+2}\,dx\;=\;{\frac {1}{2n+3}}\;\rightarrow \;0\qquad {\text{quan }}n\rightarrow \infty .\!}
Això demostra la fórmula de Leibniz; mitjançant el teorema del sandvitx, quan n tendeix a infinit s'obté la sèrie de Leibniz:
{\displaystyle {\frac {\pi }{4}}=\sum _{n=0}^{\infty }{\frac {(-1)^{n}}{2n+1}}}

## Convergència
La fórmula de Leibniz té una taxa de convergència sublineal, és a dir, extremadament baixa. Per tal de calcular {\displaystyle \pi } amb 10 decimals correctes necessita més de cinc mil milions de termes al sumatori, ja que:
{\displaystyle {\frac {4}{2n+1}}<10^{-10}\quad {\text{per }}n>2\times 10^{10}-{\frac {1}{2}}}.
Tot i això, la fórmula es pot utilitzar per calcular {\displaystyle \pi } en una precisió molt més alta utilitzant certes tècniques per accelerar la convergència, emprant diferents tipus de transformades, que són mètodes generals per sèries alternades i es poden aplicar efectivament a les sumes parcials de la sèrie de Leibniz.
A més, la combinació de termes per parelles dona la sèrie no alternada
{\displaystyle {\frac {\pi }{4}}=\sum _{n=0}^{\infty }\left({\frac {1}{4n+1}}-{\frac {1}{4n+3}}\right)=\sum _{n=0}^{\infty }{\frac {2}{(4n+1)(4n+3)}}}
que es pot avaluar amb gran precisió amb un nombre reduït de termes mitjançant l'extrapolació de Richardson o la fórmula d'Euler-Maclaurin. Aquesta sèrie també pot ser transformada a una integral mitjançant la fórmula d'Abel-Plana i pot ser avaluada fent servir tècniques d'integració numèrica.

## Comportament inusual
Si la sèrie és truncada en el nombre d'iteracions oportú, l'expansió decimal de l'aproximació coincidirà amb {\displaystyle \pi } en molts més dígits. Per exemple amb 5 milions d'iteracions:
| Aproximació | {\displaystyle 3.141592{\color {Red}{\underline {4}}}5358979323846{\color {Red}{\underline {4}}}643383279502{\color {Red}{\underline {7}}}841971693993{\color {Red}{\underline {873}}}058...}         |
| Nombre pi   | {\displaystyle 3.141592{\color {Green}{\underline {6}}}5358979323846{\color {Green}{\underline {2}}}643383279502{\color {Green}{\underline {8}}}841971693993{\color {Green}{\underline {751}}}058...} |

De fet, els errors es poden predir; són generats pels nombres d'Euler {\displaystyle E_{n}} segons la fórmula asimptòtica
{\displaystyle {\frac {\pi }{2}}-2\sum _{k=1}^{\frac {N}{2}}{\frac {(-1)^{k-1}}{2k-1}}\sim \sum _{m=0}^{\infty }{\frac {E_{2m}}{N^{2m+1}}}}
on N és múltiple de 4. Si s'escull una potència de 10 pel valor de N, cada terme de la suma dreta es converteix en una fracció decimal finita. La fórmula és un cas especial del sumatori de Boole per a sèries alternes, sent així un altre exemple de tècnica que permet accelerar la convergència de la sèrie.

## Producte d'Euler
La fórmula de Leibniz es pot interpretar com una sèrie de Dirichlet mitjançant l'únic caràcter de Dirichlet no principal amb mòdul 4. Com passa amb altres sèries de Dirichlet, això permet convertir la suma infinita en un producte infinit amb un terme per a cada nombre primer. Aquest producte s'anomena producte d'Euler:
{\displaystyle {\begin{aligned}{\frac {\pi }{4}}&=\left(\prod _{p\equiv 1{\pmod {4}}}{\frac {p}{p-1}}\right)\left(\prod _{p\equiv 3{\pmod {4}}}{\frac {p}{p+1}}\right)\\&={\frac {3}{4}}\cdot {\frac {5}{4}}\cdot {\frac {7}{8}}\cdot {\frac {11}{12}}\cdot {\frac {13}{12}}\cdot {\frac {17}{16}}\cdot {\frac {19}{20}}\cdot {\frac {23}{24}}\cdot {\frac {29}{28}}\cdots \end{aligned}}}
En aquest producte, cada terme és un nombre superparticular; cada numerador és un nombre primer imparell, i cada denominador és el múltiple de 4 més proper al numerador.